# Plan de Actuación Específico para Soria
Se denomina PAES al Plan de Actuación Específico para Soria, perteneciente a la comunidad autónoma de Castilla y León en España. Tuvo como objetivo de impulsar el desarrollo de la provincia de Soria. Fue aprobado por el Consejo de Ministros de fecha 6 de mayo de 2005, presidido por el entonces Presidente del Gobierno, José Luis Rodríguez Zapatero.

## Razones para el plan
Las razones que justificaban la aprobación de este plan radicaban en que Soria es la provincia más despoblada de España, según el censo de 2004 del Instituto Nacional de Estadística, ya que en una extensión de 10.301 km², existen 91.652 habitantes, lo que la convierte, también, en uno de los territorios más despoblados de la Unión Europea. Este índice está muy alejado de los valores medios de España (83,6 hab/km²) y de la Unión Europea (83,6 hab/km²).
El equilibrio y la cohesión social del país exigen, según consta en el acuerdo de Consejo de Ministros, que ninguna provincia, ni ninguna comunidad autónoma, encuentre mayores dificultades que las demás para su desarrollo, por su retraso histórico, por la naturaleza de su sector productivo o por su propia posición geográfica o carencia de infraestructuras.

## Líneas concretas de actuación
Para superar esta situación de desigualdad se articularon 5 líneas de actuación:
1. Uso sostenible de los recursos naturales
2. Fomento de la Investigación y el Desarrollo Tecnológico (I + D) y la Sociedad de la Información
3. Infraestructuras
4. Equipamientos sociales
5. Educación y Cultura

El horizonte temporal del plan fue en la legislatura 2005-2008, y no obstante, algunas actuaciones, por su propia naturaleza, debieron tener una proyección mayor en el tiempo. La ejecución del plan contemplaba, en dicha legislatura, unas inversiones superiores a los 300 millones de euros.